# 藤榻 (亞利桑那州)
藤榻（英語：Cane Beds）是位於美國亞利桑那州莫哈維縣的一個人口普查指定地區。根據2010年美國人口普查，該地人口為448人，而該地的面積約為21.46平方千米。

## 地理
藤榻的座標為36°56′03″N 112°54′42″W / 36.93417°N 112.91167°W，而該地最高點為海拔高度1538米（即5046英尺）。